# Acarospora strigata
Acarospora strigata är en lavart som först beskrevs av William Nylander och som fick sitt nu gällande namn av Antonio Jatta. 
Acarospora strigata ingår i släktet Acarospora och familjen Acarosporaceae. Inga underarter finns listade i Catalogue of Life.